# ویلیام هوارد
ویلیام آلوین هوارد (به انگلیسی: William Alvin Howard) (زاده ۱۹۲۶) ریاضیدان و منطق دان ریاضی آمریکایی است. زمینه پژوهشی هوارد نظریه برهان می باشد. او در سال ۱۹۵۶ در دانشگاه شیکاگو با سرپرستی ساندرز مک لین دوره دکترا را به پایان برد و در سالهای دهه ۱۹۶۰ به استادی دانشگاه پنسیلوانیا رسید. او به همراه هسکل کاری یک هم ارزی میان منطق شهودگرایانه و حسابان لامبدا را نشان داد. وی همچنین عددهای ترتیبی ای را معرفی نمود که به نام خود او عددهای ترتیبی هوارد نام دارند. این عددها در نظریه برهان کاربرد دارند.